# Cornon d'Auvèrnhe
Cornon d'Auvèrnhe (occità) o Cournon-d'Auvergne (francès) és un municipi de França a la regió d'Alvèrnia-Roine-Alps i al departament del Puèi Domat. Gregori de Tours, a la seva Història dels francs al segle VI, proporciona els primers testimonis de Cournon, amb els noms Chrononense, Chrononense Monasterium, Monasterium Chrononensim entre 575 i 594, i Crodomnum. Posteriorment, es troben les formes següents: Cornonensi (1030), Cornonus (1060), de Cornonio (1260), Cornonum (1286-1309) a Ambroise Tardieu, Cornonium el 1392, Cournon el 1401, i després Cornon (1793).
Un nom d'origen gal, construït a partir de crosno- que significa "excavació" i un sufix de lloc -one.
El municipi s'anomena Cornon en occità.
La vila domina una vasta zona pantanosa que inclou l'antic llac de Sarliève, ara sec, que és l'origen del seu nom.
Cournon s'anomena Cournon-d'Auvergne des del 1919 per distingir-lo del seu homònim a Morbihan.